# Kerta Mukti (Air Sugihan)
Kerta Mukti is een bestuurslaag in het regentschap Ogan Komering Ilir van de provincie Zuid-Sumatra, Indonesië. Kerta Mukti telt 2244 inwoners (volkstelling 2010).